# افشای اسناد محرمانه آژانس بین‌المللی انرژی اتمی توسط ایران
در ۱۰ خرداد ۱۴۰۴، دولت ایران، رافائل گروسی، مدیرکل آژانس بین‌المللی انرژی اتمی، را به تحریف فعالیت‌های ایران با اطلاعات نادرست و تکراری متهم کرد. طبق یک تحلیل ۱۹ صفحه‌ای ایران در تاریخ ۱۳ خرداد ۱۴۰۴، بازرسان از زبان افتراآمیز استفاده کرده و ادعا کردند که ایران اسناد محرمانه متعلق به بازرسان آژانس را ضبط کرده است. جمع‌آوری و تحلیل فعال اسناد بسیار طبقه‌بندی‌شده آژانس توسط ایران، نگرانی‌های جدی را در مورد روحیه همکاری ایران ایجاد می‌کند. آژانس با اظهارات گروسی در یک گزارش محرمانه که توسط بلومبرگ به دست آمده است، دولت ایران را خشمگین کرد.
افشای این اسناد پس از سال‌ها فعالیت وزارت اطلاعات ایران صورت می‌گیرد. آژانس بین‌المللی انرژی اتمی، با ارائه آنها به مقامات اسرائیلی، منجر به ترور دانشمندان هسته‌ای ایران، از جمله اردشیر حسین‌پور، مسعود علی‌محمدی، مجید شهریاری، فریدون عباسی، مصطفی احمدی روشن و محسن فخری‌زاده توسط موساد شد.

## واکنش‌ها

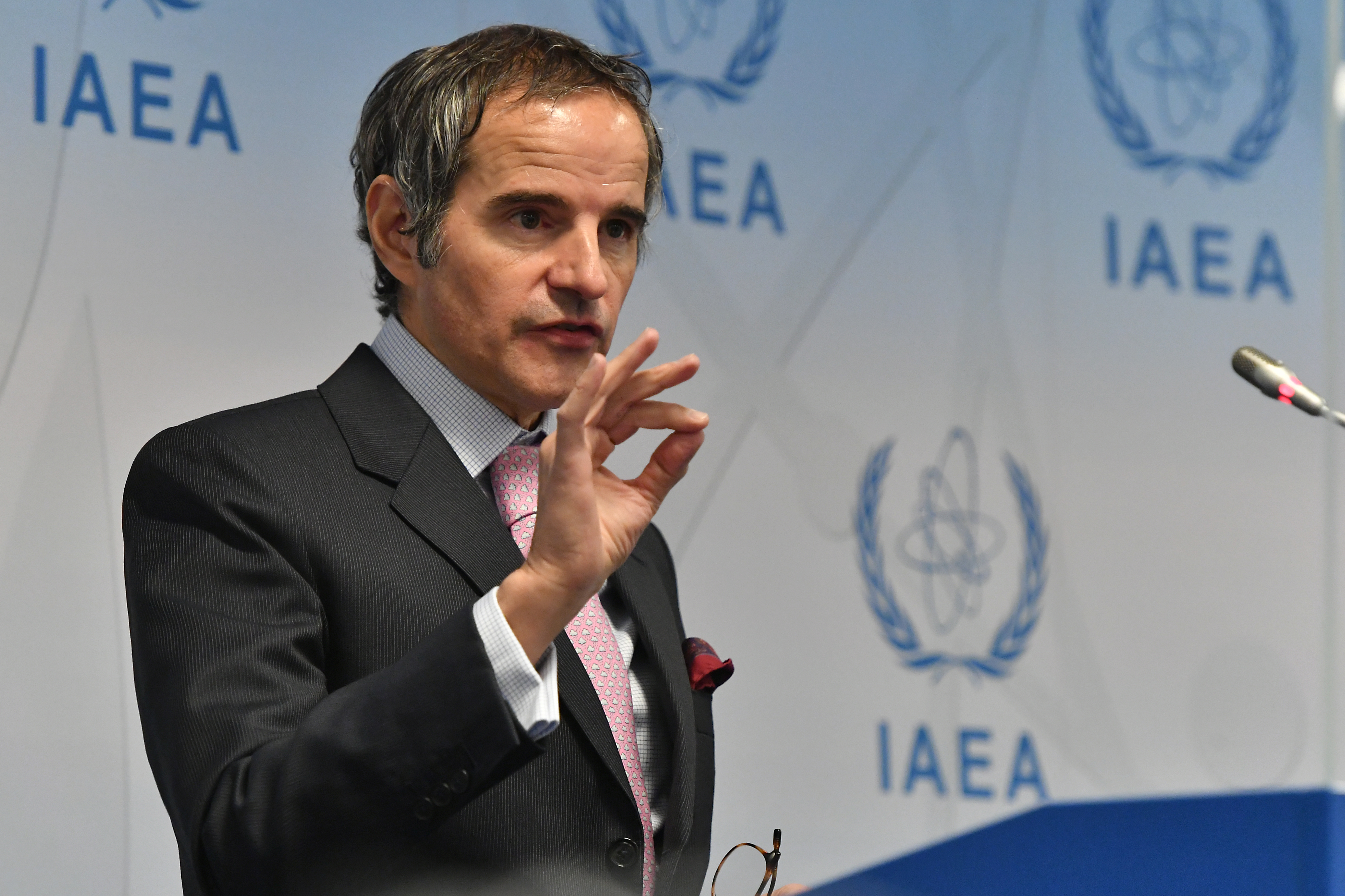
نشست مطبوعاتی رافائل گروسی در مورد ایران در وین در ۱۱ اسفند ۱۳۹۹

- رافائل گروسی، مدیرکل آژانس بین‌المللی انرژی اتمی، در کنفرانس مطبوعاتی خود گفت: «به گفته آنها (دولت ایران)، اسناد بسیار محرمانه آژانس به دست ایران افتاده است و این خیلی بد است.»[۷]
- در غیاب پیشرفت در تحقیقات آژانس، کشورهای اروپایی ادعا کرده‌اند که آماده‌اند پرونده ایران را به شورای امنیت سازمان ملل متحد ارجاع دهند، جایی که تحریم‌های بین‌المللی گسترده می‌تواند قبل از مهلت اکتبر ۲۰۲۵ دوباره اعمال شود.[۸]
- دولت ایران هشدار داده است که در صورت ارجاع پرونده ایران به شورای امنیت، ممکن است از پیمان منع گسترش سلاح‌های هسته‌ای خارج شود.[۹] عباس عراقچی، رئیس دستگاه دیپلماسی ایران، تأکید کرد که گزارش‌های آژانس بین‌المللی انرژی اتمی باید فنی و غیرسیاسی باشند.[۱۰]
- آژانس بین‌المللی انرژی اتمی اعلام کرد که: «به نظر می‌رسد این گزارش‌ها مربوط به مرکز تحقیقات هسته‌ای سورک باشد.»[۱۱]
- وزارت اطلاعات ایران اعلام کرد که اسناد اسرائیلی منعکس‌کننده دروغ‌های نهادهای بین‌المللی است.[۱۲]
- رویترز اعلام کرد که گزارشی محرمانه در این مورد قبلاً در اختیار ۳۵ عضو شورای حکام قرار گرفته است.[۱۳]
- اسماعیل خطیب گفت که ایران هزاران سند را در یک عملیات مخفی از اسرائیل به ایران منتقل کرده است.[۱۴]
- اسماعیل بقایی، سخنگوی وزارت امور خارجه ایران، می‌گوید کشورهایی که ماهیت صلح‌آمیز برنامه هسته‌ای ایران را زیر سؤال می‌برند و دائماً دربارهٔ عدم اشاعه صحبت می‌کنند، خود در تجهیز برنامه هسته‌ای نظامی اسرائیل نقش دارند.[۱۵]
- صدا و سیمای جمهوری اسلامی ایران در گزارشی اعلام کرد که سرویس‌های اطلاعاتی این کشور حجم زیادی از اطلاعات و اسناد استراتژیک و حساس، از جمله هزاران سند مربوط به تأسیسات هسته‌ای، را از اسرائیل خارج کرده‌اند.[۱۶]
- روزنامه تایمز اسرائیل گزارشی منتشر کرد و در آن به نام‌های روی میزراهی و آلموگ آتیاس، که این اطلاعات را جمع‌آوری و منتقل کرده‌اند،[۱۷] اشاره کرد و ادعا کرد که این دو نفر در شهر کفر قاسم، محل اقامت یوآف گالانت، وزیر دفاع اسرائیل، در حال جمع‌آوری اطلاعات بوده‌اند.[۱۸]
- کانال ۱۲ تلویزیون اسرائیل اعلام کرد ایران اعلام کرد که موفق شده است آرشیوی از اطلاعات مربوط به پروژه هسته‌ای را به دست آورد و آن را از اسرائیل خارج کند.[۱۹]